# Pankaj Advani
Pankaj Arjan Advani (Sindhi: पंकज आडवाणी, Urdu: پنڪج آڏواڻي, Kannada: ಪಂಕಜ್ ಅಡ್ವಾಣಿ; * 24. Juli 1985 in Pune) ist ein indischer Snooker- und English-Billiards-Spieler.

## Karriere
Seinen ersten nationalen Meistertitel im Snooker gewann er 1997 im Jugendbereich. Sein Trainer war der frühere nationale Meister Arvind Savur. International machte er erstmals auf sich aufmerksam, als er 2003 die Amateur-Snookerweltmeisterschaft gewann. Ein Jahr später erreichte er das Finale der Asienmeisterschaft, das er jedoch gegen seinen Landsmann Alok Kumar verlor.
2005 gewann er auf Malta den IBSF-Weltmeistertitel im English Billiards bei den Amateuren. Im Zeitformat schlug er den Altmeister Geet Sethi mit 2.242:1.717, im Punkteformat besiegte er Devendra Joshi mit 6:2. 2007 war er gegen Dhruv Sitwala erfolgreich. Nur ein Jahr später folgte dann ein erneuter Doppelsieg im Zeitformat gegen Devendra Joshi (2.368:2.020), im Punkteformat mit 6:1 gegen Geet Sethi. 2010 und 2011 wurde er Vizeweltmeister, als er jeweils Mike Russell aus England unterlag. Zudem gewann er die erste seiner bisher sechs Asienmeisterschaften im English Billiards. 2006 gewann er zudem bei den Asienspielen im English Billiards die Goldmedaille im Einzel; diesen Erfolg konnte er 2010 wiederholen.
2009 gewann er bei den Profis mit der English-Billiards-Weltmeisterschaft den traditionsreichsten und wichtigsten Titel im English Billiards durch einen Finalsieg über Mike Russell (2.030:1.253).
Ab der Saison 2012/13 spielte er auf der Snooker Main Tour, für die er sich als Vize-Asienmeister des Jahres 2012 qualifizierte (der Asienmeister Aditya Mehta war bereits auf anderem Wege qualifiziert). Auf der Profitour machte er beim Paul Hunter Classic 2012 auf sich aufmerksam, als er seine ersten fünf Partien gewann (unter anderem besiegte er den mehrfachen Weltmeister John Higgins) und das Halbfinale erreichte. Erst der Weltranglistenerste und spätere Turniersieger Mark Selby konnte seine Siegesserie beenden.
Bei der International Championship 2012 qualifizierte er sich erstmals für die Endrunde eines vollwertigen Ranglistenturniers. Er sagte seine Teilnahme aber wegen der zeitgleich stattfindenden English-Billiards-Weltmeisterschaft ab. Dort gewann er seinen vierten Titel im Zeitformat und erreichte im Punkteformat das Viertelfinale.
Bei den Welsh Open 2013 qualifizierte er sich erneut für eine Endrunde. Er gelangte mit Siegen über drei ehemalige Weltmeister (Peter Ebdon, Shaun Murphy und Graeme Dott) bis ins Viertelfinale, wo er gegen Judd Trump ausschied. Vor heimischem Publikum bei den Indian Open 2013 schaffte er es ebenfalls ins Viertelfinale, unterlag dort jedoch Landsmann Aditya Mehta. Danach erreichte er noch bei den Haikou World Open sowie beim Minor-Ranglistenturnier in Gloucester, dem Kay Suzanne Memorial Cup 2013, die Runde der letzten 32.
Als Nummer 56 der Weltrangliste zum Saisonende konnte er sich für ein weiteres Jahr auf der Profitour qualifizieren. Jedoch trat er bei den ersten Turnieren der Saison 2014/15 nicht mehr an und zog sich schließlich offiziell von der Tour und aus dem Verband zurück. Als Grund gab er an, dass er für eine professionelle Snookerkarriere die Hälfte des Jahres in England verbringen müsste, er aber auch wieder mehr English Billiards spielen und mit seiner Familie in Indien zusammen sein wolle. Eine spätere Rückkehr zum Profisnooker schloss er aber nicht aus.
Nach seinem Rückzug vom Snooker wurde er am 30. Oktober 2014 als erster Spieler, nach seinen Doppelsiegen 2005 und 2008, zum dritten Mal Doppelweltmeister im English Billiards.
Im November 2015 wurde er durch einen 8:6-Sieg im Finale gegen den Chinesen Zhao Xintong zum zweiten Mal Amateur-Weltmeister im Snooker und qualifizierte sich damit für die Snooker Main-Tour-Saisons 2016/17 und 2017/18.
Im Mai 2016 errung er mit einem 7:5-Sieg gegen den Malaysier Keen Hoh Moh den asiatischen 6-Red Snooker Titel. Im gleichen Turnier verlor er im Kampf um die World Amateur Snooker Championship gegen den Thailänder Kritsanut Lertsattayathorn.
Advani bekam eine Wildcard für die Indian Open und er besiegte Fang Xiongman 4:2 und Elliot Slessor 4:0, bevor er gegen Stephen Maguire in der dritten Runde 4:3 verlor. Er gewann alle Begegnungen der Gruppenphase der Six-red World Championship, gewann gegen Lukas Kleckers 6:0 und gegen Yuan Sijun 6:4. Michael Holt, sein Gegner für das Viertelfinale, zog sich aus dem Turnier zurück, womit Advani direkt in das Halbfinale einzog, dort jedoch von Ding Junhui 7:4 besiegt wurde.
2017 unterstrich er seine nationale Dominanz mit seinem 29. nationalen Meistertitel in Pune und stellte seine aktuelle Siegesserie mit 39 Siegen in Folge auf. Bis zu diesem Zeitpunkt hatte Advani insgesamt 19 Welt-, 8 Asien-, 2 Asienspiele-, 1 Australian-Open- sowie 30 nationale Titel errungen.
Zwischen 2018 und 2019 setzte Advani seine Erfolgsserie bei der IBSF Billiards Championship (Punkte- sowie Zeitformat) fort und errang jährlich mindestens einen internationalen Titel. Im Jahr 2018 wurde er zum siebten Mal asiatischer Billiardsmeister und erhielt dieselbe Auszeichnung – den Padma Bhushan –, einen der höchsten zivilen Orden Indiens, für herausragende sportliche Leistungen.
2020 gewann Advani die nationale Six Reds Snooker Meisterschaft in Ahmedabad, wodurch sich seine nationale Titelsammlung (Junioren und Senioren) auf insgesamt 34 erhöhte. Bis 2024 steigerte Advani seine Zahl der Weltmeistertitel auf 28 und blieb eine prägende Figur im internationalen Billardsport.

## Persönliches
Advani wurde zwar in Pune (Indien) geboren, wuchs jedoch in Kuwait auf, bevor seine Familie anlässlich des Zweiten Golfkriegs nach Bengaluru in Indien zog. Sein Vater starb, als Pankaj sechs Jahre alt war. Er hat einen älteren Bruder namens Shree.
Er studierte er am Sri Bhagawan Mahaveer Jain College in Bengaluru.

## Auszeichnungen
Advani wurde 2003 mit dem Arjuna Award und 2006 mit dem Rajiv-Gandhi-Khel-Ratna-Preis ausgezeichnet, der höchsten sportlichen Auszeichnung Indiens. 2009 erhielt er den Padma Shri, den vierthöchsten zivilen Orden Indiens.

## Turniersiege (Auswahl)

### Snooker
- IBSF Amateurweltmeisterschaft – 2003, 2015, 2017
- IBSF 6-Red-Weltmeisterschaft – 2014, 2015
- IBSF 6-Red World Cup – 2021
- IBSF World Team Cup – 2019
- ACBS-Snookerasienmeisterschaft – 2019, 2021
- 6-Red-Asienmeisterschaft – 2016
- Team-Asienmeisterschaft – 2017
- Indische Meisterschaft – 2003, 2007, 2008, 2009, 2010, 2014, 2015, 2017, 2019
- Indische Meisterschaft (Six-Red-Snooker) – 2010, 2016, 2017, 2020
- Indische Meisterschaft (Junioren) – 2003, 2004, 2005

### English Billiards
- ACBS-English-Billiards-Asienmeisterschaft – 2005, 2008, 2009, 2010, 2012, 2017, 2018, 2022
- IBSF World Billiards Championship (Zeitformat) – 2005, 2007, 2008, 2015, 2018
- IBSF World Billiards Championship (Punkteformat) – 2005, 2008, 2016, 2017, 2018, 2019
- English-Billiards-Weltmeisterschaft – 2009, 2012, 2014 (Zeitformat); 2014 (Punkteformat)
- Asienspiele (Einzel) – 2006, 2010
- Indische Meisterschaft – 2005, 2007, 2008, 2009, 2011, 2012, 2015, 2017, 2018
- Indische Meisterschaft (Junioren) – 2000, 2001, 2002, 2003, 2004, 2005, 2006